# Amaurochrous magnus
Amaurochrous magnus är en insektsart som beskrevs av Barber och Sailer 1953. Amaurochrous magnus ingår i släktet Amaurochrous och familjen bärfisar. Inga underarter finns listade i Catalogue of Life.